# Frank di Genaro
Frank Di Genaro (ur. 26 sierpnia 1901 w Nowym Jorku, zm. 27 grudnia 1966 tamże) – były amerykański bokser wagi muszej. W 1920 roku na letnich igrzyskach olimpijskich w Antwerpii zdobył złoty medal. Jego rekord to 134 walki: 96 wygranych (19 przez KO), 26 przegranych, 8 remisów i 4 niebyłe.

## Kariera zawodowa
Po igrzyskach olimpijskich został bokserem zawodowym. W 1923 roku zdobył tytuł mistrza USA w kategorii muszej, a w latach 1928–1929 i 1929–1931 mistrzem świata federacji NBA i IBU w tej wadze.
W 1998 roku został wprowadzony do Międzynarodowej Galerii Sław Boksu.